# Wenzhou World Trade Center
Pour les articles homonymes, voir World Trade Center (homonymie).

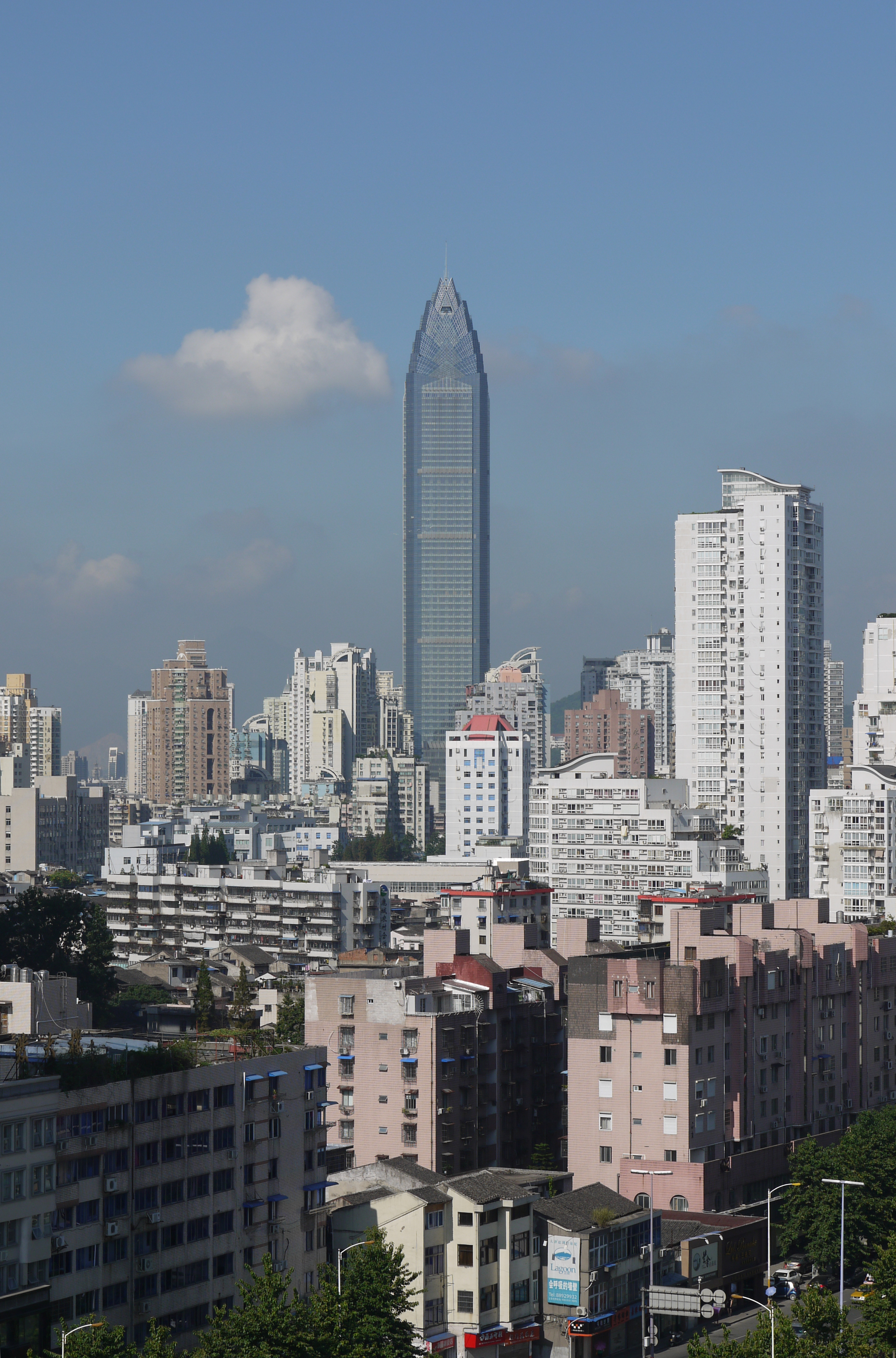
Le Wenzhou World Trade Center dans son environnement urbain.

Le Wenzhou World Trade Center est un gratte-ciel situé à Wenzhou, en Chine.
Construit entre 2003 et 2010, il mesure 321,9 mètres pour 68 étages. C'est le 17e plus haut gratte-ciel en Chine et début 2012 le premier du Zhejiang.
La construction du bâtiment a duré 7 ans de 2003 à 2010 ce qui est considérable (un gratte-ciel nécessite en général une durée de construction de 2 à 3 ans) mais qui est fréquent en Chine pour les immeubles d'une telle hauteur.
Le bâtiment a été conçu par le cabinet d'architecture américain RTKL et par le Shanghai Institute of Architectural Design & Research Co.Ltd (SIADR)
La surface de plancher de l'immeuble est de 220 000 m2.